# Julio Acosta García
Julio Acosta García (San Ramón, 23 maggio 1872 – San José, 6 luglio 1954) è stato un politico costaricano.
Tra il 1915 e il 1916 fu ministro degli Esteri, dal 1920 al 1924 presidente della Repubblica. Presiedette, il 4 dicembre 1920, la conferenza per il patto dell'Unione centro-americana, a San José. Nel 1945 fu delegato alla conferenza di San Francisco.